# Alexandre-Jacques Chantron
Alexandre Jacques Chantron (28. ledna 1842 Nantes – 3. ledna 1918 Nantes) byl francouzský umělec, malíř a fotograf známý především svými studiemi a fotografiemi aktů.

## Životopis
Byl členem Společnosti francouzských umělců (Société des artistes français). Účastnil se pravidelných výstav výtvarného umění Salon des artistes français.
Významně jej ovlivnila tvorba autorů jako byli Tony Robert-Fleury, William-Adolphe Bouguereau nebo François-Édouard Picot.

## Galerie

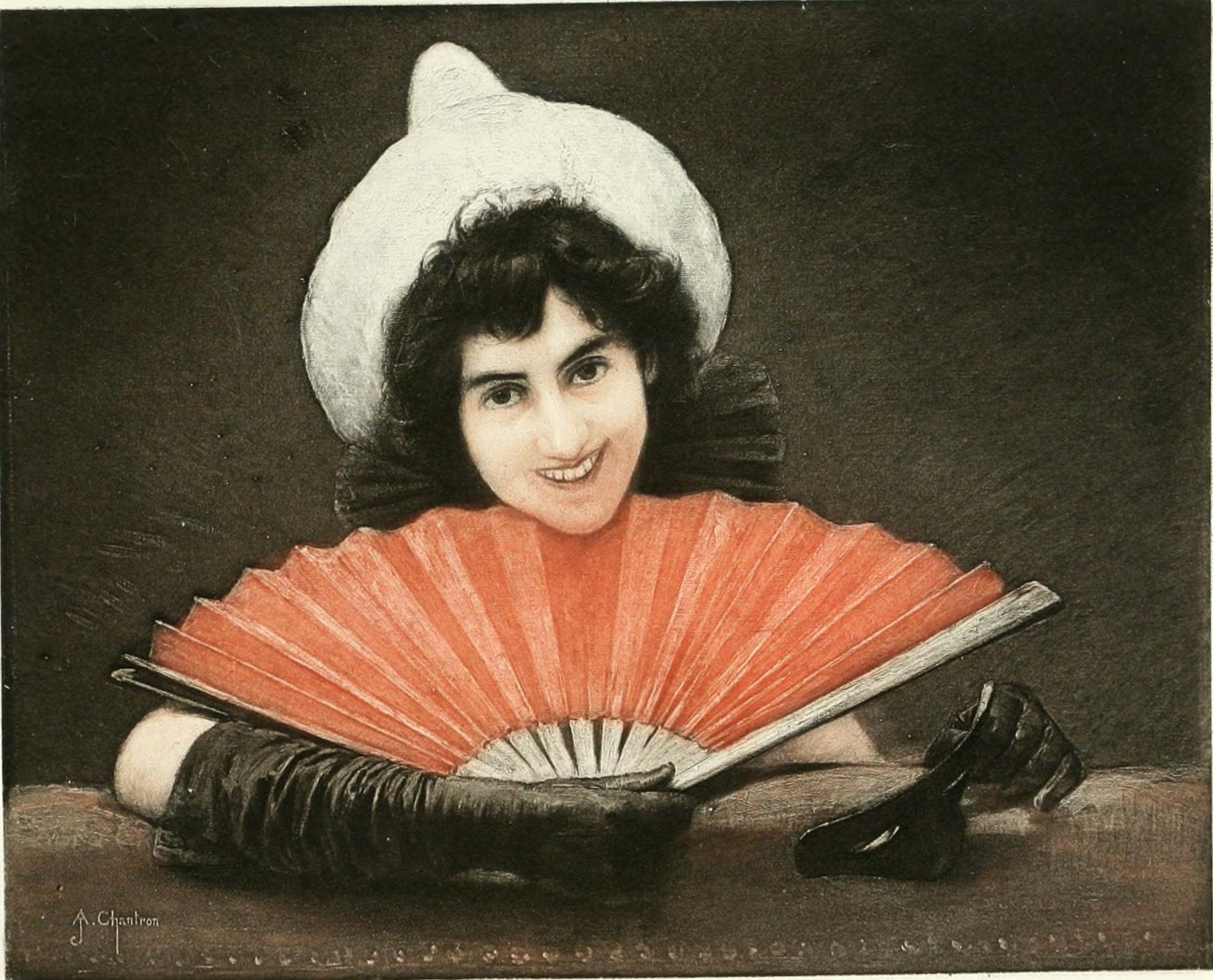
Pierrette
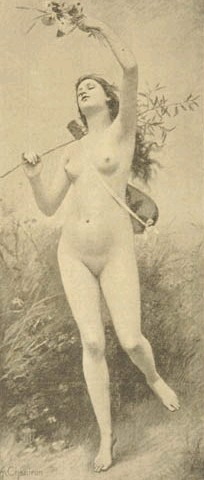
Cikáda
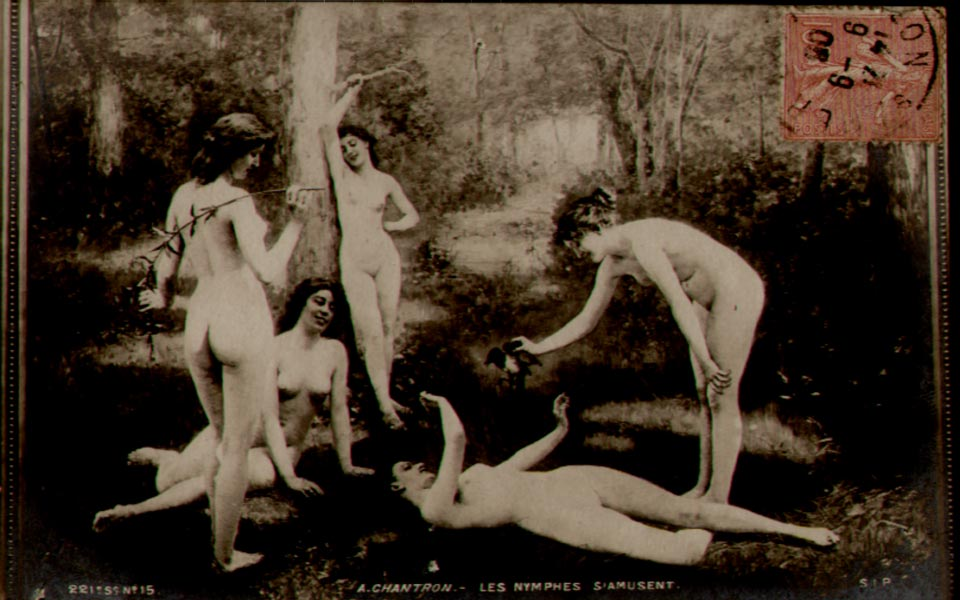
Nymfy
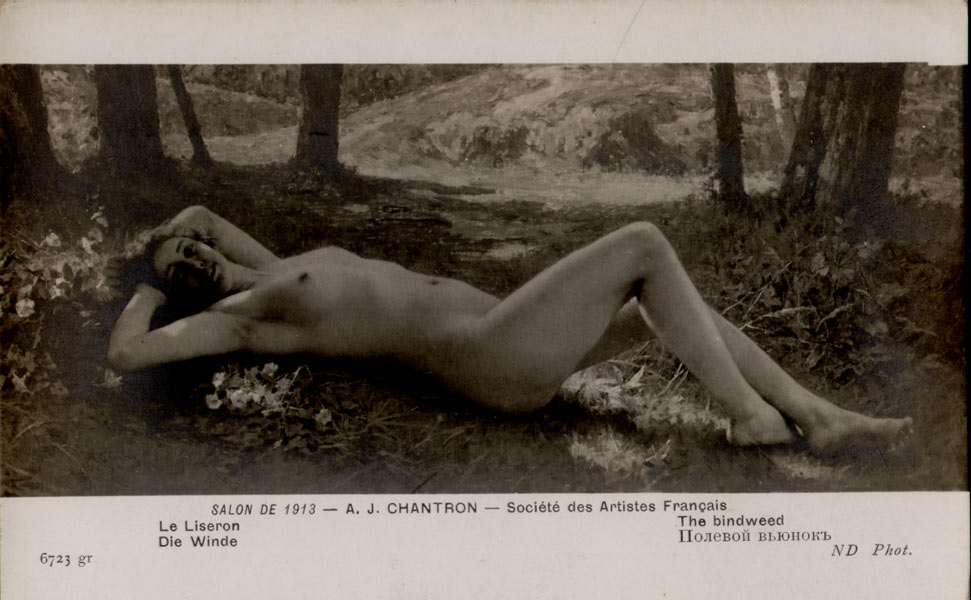
Vánek, Fotografický salón, 1913